# Inchelium
Inchelium é uma Região censo-designada localizada no estado norte-americano de Washington, no Condado de Ferry.

## Demografia
Segundo o censo norte-americano de 2000, a sua população era de 389 habitantes.

## Geografia
De acordo com o United States Census Bureau tem uma área de
68,8 km², dos quais 68,7 km² cobertos por terra e 0,1 km² cobertos por água. Inchelium localiza-se a aproximadamente 478 m acima do nível do mar.

## Localidades na vizinhança
O diagrama seguinte representa as localidades num raio de 44 km ao redor de Inchelium.